# CINAT
El Círculo Internacional de Auxiliadores Técnicos CINAT es una organización colombiana sin ánimo de lucro, de rescatistas y socorristas voluntarios, y tiene como misión crear una nueva cultura sobre prevención de riesgos en los colombianos. Ha participado en el terremoto del Eje cafetero, el atentado al Club el Nogal, la Copa Mundial de Fútbol de 2014, el terremoto de Nepal, entre otros.

## Historia | Primeros años
Fue fundada el 3 de enero de 1995, con personería jurídica N°367 del 15 de agosto del mismo año, y graduó a su primera promoción el 9 de junio de 1996 en la Plaza de Bolívar de la ciudad de Bogotá, con la presencia del entonces Alcalde mayor a más de 1.500 Auxiliadores Voluntarios con la misión de crear en los Colombianos, una nueva Cultura sobre Gestión del Riesgo de Desastres. En 1996 recibió el Primer curso de Bomberos e incendios forestales en la escuela de capacitación de Puente Aranda por los Bomberos Oficiales de Bogotá, teniendo como resultado el apoyo desde 1996 a múltiples Incendios forestales en el País. También las diferentes labores de apoyo en seguridad y logística durante varios años en todas las ferias de exposición en Corferias, la dirección de brigadas de socorro en el terremoto del Eje cafetero Armenia (Quindio), la coordinación de labores de búsqueda y rescate de sobrevivientes, el soporte y cuidado de un alojamiento de Paso, con 68 damnificados en atención de urgencias. Desde entonces se han realizado diferentes labores de apoyo al Sistema Nacional de Gestión del Riesgo de Desastres y debido a la participación efectiva y buena demostración Operativa, la institución recibió la condecoración, José Acevedo y Gómez en primer grado de cruz de oro, por el Concejo de Bogotá.
De igual manera la institución recibió condecoración por la Policía Nacional de Colombia y la Cámara Júnior como reconocimiento al civismo realizado en el país. CINAT, ha desarrollado grandes procesos de capacitación a múltiples estudiantes de los diferentes colegios de Bogotá., fomentando en los estudiantes la Prevención y reducción de sus propias vulnerabilidades pasando ya el registro de más de 35.000 estudiantes. Para CINAT su marco diferencial con las otras entidades de socorro, es no solo brindar un asistencialismo sino también por medio de la capacitación reducir la vulnerabilidad para que los riesgos sean menores y así evitar los desastres, es importante resaltar que este alumnado escolar no participan de las emergencias por ser menores de edad, solo lo realiza la brigada de adultos, conformada por brigadistas de emergencias que se entrenaron como socorristas para la atención en especial de emergencias y desastres de gran magnitud, estos voluntarios pertenecen a entidades públicas y privadas tales como el Ministerio del Interior (Colombia), Ministerio de Justicia y del Derecho de Colombia, Ministerio de Defensa de Colombia, Ministerio de Salud y la Protección Social, Ministerio de Tecnologías de la Información y Comunicaciones, Ministerio de Educación de Colombia, Ministerio de Transporte de Colombia, Ministerio de Agricultura y Desarrollo Rural, Dirección de Impuestos y Aduanas Nacionales de Colombia, DANE, Gobernación de Cundinamarca, ESAP, Instituto Nacional de Salud (Colombia), Procuraduría General de la Nación (Colombia), INPEC, TransMilenio, Fiscalía General de la Nación (Colombia), Banco de Bogotá, entre otros y se creó con ellos, el Programa de la Red Nacional CINAT Colombia, que pretende unificar las labores de primer respondiente entre las diferentes entidades del país para servir de apoyo en una eventual catástrofe.

## Terremoto del Eje Cafetero 1999
CINAT realizó la dirección de brigadas de socorro en el Terremoto del Eje cafetero Armenia (Quindio), coordinando las labores de búsqueda y
rescate de sobrevivientes, soporte y cuidado de un alojamiento de Paso, con 68 damnificados en atención de urgencias, en esta labor se realizó el rescate del cuerpo del Comandante de Bomberos voluntarios el Capitán Álvaro Moreno y dos de sus hermanas.

## Atentado al Club el Nogal
La participación y rescate de la única sobreviviente después de 15 horas del Atentado al Club El Nogal en Bogotá, el My. John Alexander Galindo Vega como director operativo de CINAT, en ese entonces, con el apoyo de sus socorristas rescataron dentro de los escombros del destruido club a la niña María Camila García Mugno de 12 años de edad, encontrarse sepultada por los escombros de dicho Club.

## CIPADEGER
La misión del Círculo Internacional de Auxiliadores Técnicos CINAT es hacer de Colombia, un país modelo en cultura sobre prevención y atención de desastres, preparando a la población civil en prevención y reducción de sus propias vulnerabilidades y de esta manera, por medio del voluntariado, fortalecer a la comunidad para la atención de calamidades.
```
De acuerdo con la información sobre la ocurrencia e impacto de los fenómenos naturales a través de la historia de nuestro país, se considera que Colombia es un país expuesto a casi la totalidad de dichos fenómenos sin contar con aquellas amenazas de tipo antrópico.
```

```
El Círculo Nacional de Auxiliadores Técnicos CINAT, crea una nueva estrategia a través de la acción investigativa para el cumplimiento de su misión y reconoce que es de vital importancia que exista un Centro de Investigaciones para la Prevención y Atención de Desastres, Emergencias y Gestión del Riesgo en Colombia.
```

La Dirección Nacional del Círculo Internacional de Auxiliadores Técnicos CINAT, mediante Resolución n.º 007 de 19 de mayo de 2009, por el cual se adopta y se estructura la acción investigativa en el Círculo Internacional de Auxiliadores Técnicos CINAT y se crea el Centro de Investigación para la Prevención y Atención de Desastres, Emergencias y Gestión del Riesgo de Colombia - CIPADEGER.
El CIPADEGER se encuentra en concordancia con los objetivos de la Política Nacional de Ciencia, Tecnología e Innovación Documento Conpes 3582 del 27 de abril de 2009.

## Sistema Nacional del voluntariado de Colombia (SNV)
CINAT participó en la construcción del Sistema Nacional del Voluntariado de Colombia, con la Ley 720 de 2001 y su Decreto reglamentario 4290
de 2005, siendo parte activa del Consejo Nacional del Voluntariado y por votación democrática, quedó en el comité coordinador del Sistema Nacional de Voluntariado.
Sus labores en el voluntariado se han visto reflejadas en la participación del Comité Técnico, 204 Gestión en el Sector Solidario, creando con la participación de otras organizaciones la Primera Guía Técnica Colombiana GTC 193, del Modelo de Gestión Para Organizaciones de Acción Voluntaria (Aprobada por ICONTEC ). Dicha Guía fue presentada para Consulta Pública a las diferentes entidades en todo el país para su aprobación.
Su objeto es promover y fortalecer la acción voluntaria a través de alianzas estratégicas y el trabajo en red de las Organizaciones de Voluntariado –ODV-, las Entidades Con Acción Voluntaria –ECAV- y los Voluntarios Informales con la sociedad civil y el Estado. Para dinamizar el SNV se han creado Consejos Municipales, Departamentales y como máxima instancia el Consejo Nacional; el cual fue constituido el 4 de diciembre de 2009, en el marco de la celebración del Día Internacional del Voluntariado. Art.10 Ley 720 de 2001.

## Copa Mundial de Fútbol Brasil 2014
Posteriormente CINAT fue llamado para capacitar a los bomberos y socorristas que custodiaban Arena da Amazônia durante la celebración de la Copa Mundial de Fútbol de 2014 en Brasil, en los partidos que se jugaron en dicho estadio, siendo catalogado por la FIFA como el mejor recinto en temas de seguridad.

## Terremoto de Nepal
Ocurrido el Terremoto de Nepal de 2015, el Sg. Diego Alarcon, el St. Diego Mora, la St. Daniela Montoya, y el Te. Anderson Galindo del Círculo Nacional de Auxiliadores Técnicos CINAT, liderados por el Ct. John Alexander Galindo director operativo, partieron hacia Katmandú, para brindar ayuda humanitaria, junto con los ministros voluntarios de Scientology, atendiendo a más de 1200 personas en temas de salud en pueblos aledaños a la capital, por tal labor el actor de Hollywood Dwayne Johnson protagonista de la película San Andreas (película), hizo un reconocimiento y los felicito por su vigésimo aniversario.

## Huracán Erika Isla Dominica
CINAT fue llamado por el gobierno de Dominica para trabajar en las operaciones de rescate de la tormenta tropical Huracán Erika, junto con la Cruz Roja la Media Luna Roja y ministros voluntarios.

## Terremoto de Ecuador
Posteriormente participó en el terremoto de Ecuador que ocurrió en abril de 2016, trabajando en las diferentes zonas de impacto conjunto con la Armada del Ecuador y Bomberos del Ecuador en Esmeraldas.

## Reconocimientos
Algunos de los reconocimientos que ha recibido CINAT desde su fundación son:
- Condecoración en grado de oro, José Acevedo y Gómez por el consejo de Bogotá
- Condecoración por la Policía Nacional de Colombia
- Reconocimiento al civismo realizado en el país por la Cámara Júnior
- Premio a la SOLIDARIDAD 2010 escogida por su labor silenciosa y efectiva por la fundación Alejandro Ángel Edcobar
- Reconocimiento por la FIFA por su participación efectiva en la Copa Mundial de Fútbol de 2014
- Reconocimiento por Scientology por su participación efectiva en el Terremoto de Nepal de 2015
- Reconocimiento por Dwayne Johnson en homenaje por la película San Andreas (película)
- Reconocimiento por Warner Bros. en homenaje por la película San Andreas (película)
- Reconocimiento por el Ministerio de Salud Pública del Ecuador por su labores en el terremoto de ecuador 2016[1][14]

## Misión
El Círculo Internacional de Auxiliadores Técnicos, “CINAT” capacita, apoya y promueve en la humanidad cultura sobre gestión del riesgo de desastres y desarrollo sostenible, en busca de la apropiación del nuevo conocimiento para la reducción de sus propias vulnerabilidades y por medio de sus voluntarios, fortalece a la comunidad en la atención de sus calamidades.

## Visión
“CINAT” será para el 2025, la institución internacional de socorristas y Rescatistas voluntarios, líder en fomento de Cultura sobre Gestión del Riesgo de Desastres y Desarrollo Sostenible, que a través de sus voluntarios en cualquier lugar del mundo, brindará apoyo a la humanidad con profesionalismo, conocimiento y principios éticos, morales y disciplinas especiales para la reducción de las vulnerabilidades de la población y fortalecer su logística por medio de la autogestión de cada uno de nuestras sedes en los diferentes lugares donde se encuentren, para así mejorar constantemente la respuesta operativa en desastres con alta calidad y continuar en el cumplimiento a la misión.

## Emblemas

### Bandera CINAT
- BLANCO: Atención en Salud y Paz.

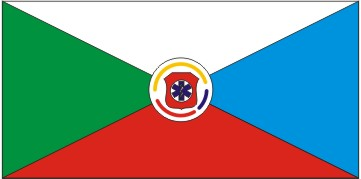
Bandera Círculo Nacional de Auxiliadores Técnicos.

- VERDE: Ecología y seguridad ciudadana.
- ROJO: Prevención y extinción de incendios.
- AZUL: Guías de tránsito vehicular y peatonal.

## Rangos
| Oficiales |  |                    |         |       |         |          |             |  |
|           |  |                    |         |       |         |          |             |  |
| Colombia  |  |                    |         |       |         |          |             |  |
| Grado     |  | Comandante General | Coronel | Mayor | Capitán | Teniente | SubTeniente |  |
| Abbr.     |  | Com Gr             | Cr      | My    | Ct      | Te       | St          |  |

| SubOficiales |  |          |      |             |                    |
|              |  |          |      |             |                    |
| Colombia     |  |          |      |             | Sin Insignia       |
| Grado        |  | Sargento | Cabo | Distinguido | Auxiliador Técnico |
| Abbr.        |  | Sg       | Cb   | Dg          | At                 |